# Hinggan
Hinggan is een unie in de noordelijke provincie Binnen-Mongolië, Volksrepubliek China. Hinggan grenst in het noorden aan Hulunbuir, in het westen aan Mongolië en Xilin Gol, in het zuiden aan Tongliao en in het oosten aan de provincies Jilin en Heilongjiang.
Hier volgt een lijst met het aantal van de officiële etnische groepen van de Volksrepubliek China in deze autonome prefectuur:
| Nationaliteit | Aantal  | Percentage |
| ------------- | ------- | ---------- |
| Han-Chinezen  | 852.684 | 53,67%     |
| Mongolen      | 652.385 | 41,06%     |
| Mantsjoes     | 71.653  | 4,51%      |
| Koreanen      | 6.240   | 0,39%      |
| Hui           | 3.017   | 0,19%      |
| Daur          | 1.168   | 0,07%      |
| Xibe          | 568     | 0,04%      |
| Oroqen        | 203     | 0,01%      |
| Yi            | 154     | 0,01%      |
| Overige       | 715     | 0,05%      |